# تامز ریور جنوبی، نیوجرسی
تامز ریور جنوبی (به انگلیسی: South Toms River) شهری در ایالت نیوجرسی کشور ایالات متحده آمریکا است که جمعیت آن در سرشماری سال ۲۰۱۰ میلادی، ۳٬۶۸۴ نفر بوده‌است.